# Ri Tong-chun
 (février 2021).
 (septembre 2023).
Ri Tong-chun (hangul : 리동춘, 1925-1988) est un écrivain nord-coréen surtout connu pour ses pièces de théâtre, et notamment pour L'écho en montagne, reconnue comme l’œuvre fondatrice du style de « la comédie légère ».

## Biographie
Fils de charpentier, Ri Tong-chun est né le 25 août 1925 dans une famille pauvre d'un village du Hwanghae. Ayant dû travailler très jeune, il n'a pas pu finir ses études primaires. Ri Tong-chun est employé dans une usine de Sariwon dès l’âge de 14 ans, puis, en 1942, il est enrôlé pour aller travailler sur un chantier naval de Hokkaïdo au Japon.
Après l’indépendance, il rejoint la compagnie de théâtre du département de propagande de Sariwon où il reste pendant 10 ans. Son rêve est d’être acteur, mais il écrit aussi des pièces telles que « Le pouvoir du peuple » (1948), sa première œuvre. Il arrête de jouer en 1955 pour se concentrer sur l’écriture et devient dramaturge professionnel auprès des aciéries de Hwanghae (ko) et des ateliers de machines agricoles de Sariwon. Il y reste jusqu’à la fin des années 50 et c’est dans ce contexte qu’il crée la pièce « Grande force ».
Il passe son brevet de fin de collège en 1961 et travaille dès lors pour la compagnie de théâtre du ministère de la Sécurité du peuple. En tant qu'écrivain, il s'est soucié d'écrire des textes qui aidaient le parti à mettre en œuvre sa politique et qui encourageaient les travailleurs à produire plus. Décédé le 24 mars 1988, il est l'auteur de plus de 100 ouvrages. Son œuvre a été mise une nouvelle fois en avant sous la présidence de Kim Jong-il (1993-2011), avec de nombreuses représentations théâtrales et son transfert au cimetière des martyrs patriotes (en) en mai 2010.

## Œuvres principales
- Grande force (위대한 힘, 1958), une pièce de théâtre écrite par Ri Tong-chun et mise en scène par Ri So-hyang qui décrit la foi des fondeurs de l'usine sidérurgique de Hwanghae et leurs efforts pour reconstruire le pays après la guerre de Corée. Le personnage principal, Ri Hae-chol, veut faire tout son possible pour réparer dans les plus brefs délais la grande soufflante d’un haut-fourneau mais se heurte à sa hiérarchie, plus attentiste face à la pénurie de matériel. Hae-chol est ici un héros destiné à être pris comme modèle par la classe ouvrière[5],[7].
- L'écho en montagne (Sanullim, 1961), une comédie du début des années 1960 qui critique le manque de motivation d'une coopérative paysanne de montagne pour remplir les objectifs d'augmentation de la production donnés par le mouvement Chollima[5]. Pièce en quatre actes interprétée initialement par la compagnie de théâtre de Wonsan, elle a été écrite par Ri Tong-chun et mise en scène par Kim Sun-ik. Au lieu de s’attaquer à des personnages négatifs, elle suscite le rire en se concentrant sur la passivité et l’autosatisfaction de l’ancienne génération et montre la voie pour aller de l’avant. C’est en ce sens qu’elle est considérée comme une comédie légère[8]. Elle a ensuite été portée au cinéma en 1963 et a continué d’être présentée dans les décennies suivantes. Notamment réadaptée le 27 avril 2010 sous l’impulsion du président Kim Jong-il par le Théâtre national dans l’intention de raviver l’esprit du Chollima, la tournée qui s’ensuivit a enregistré 400 000 spectateurs dans le cadre de 500 représentations[1],[8].

Autres œuvres mentionnées dans le Dictionnaire de l’art et de la culture nord-coréenne ou l’article sur la comédie légère :
- Le pouvoir du peuple (인민의 힘, 1948)
- Mère (어머니, 1962), pièce de théâtre
- L’invasion du Général Sherman (침략선 샤먼호, 1963), film
- Le général Seo Hui (서휘 장군, 1963)
- Nouvelles routes (새길, 1964), recueil
- Échos de la fidélité (충성의 메아리 , 1965), pièce de théâtre
- Notre mère (우리의 어머니, 1968)

## Récompenses
- Prix Kim Il-sung (1972)
- Héros du travail (avril 2010, à titre posthume)